# Schleich (Duitsland)

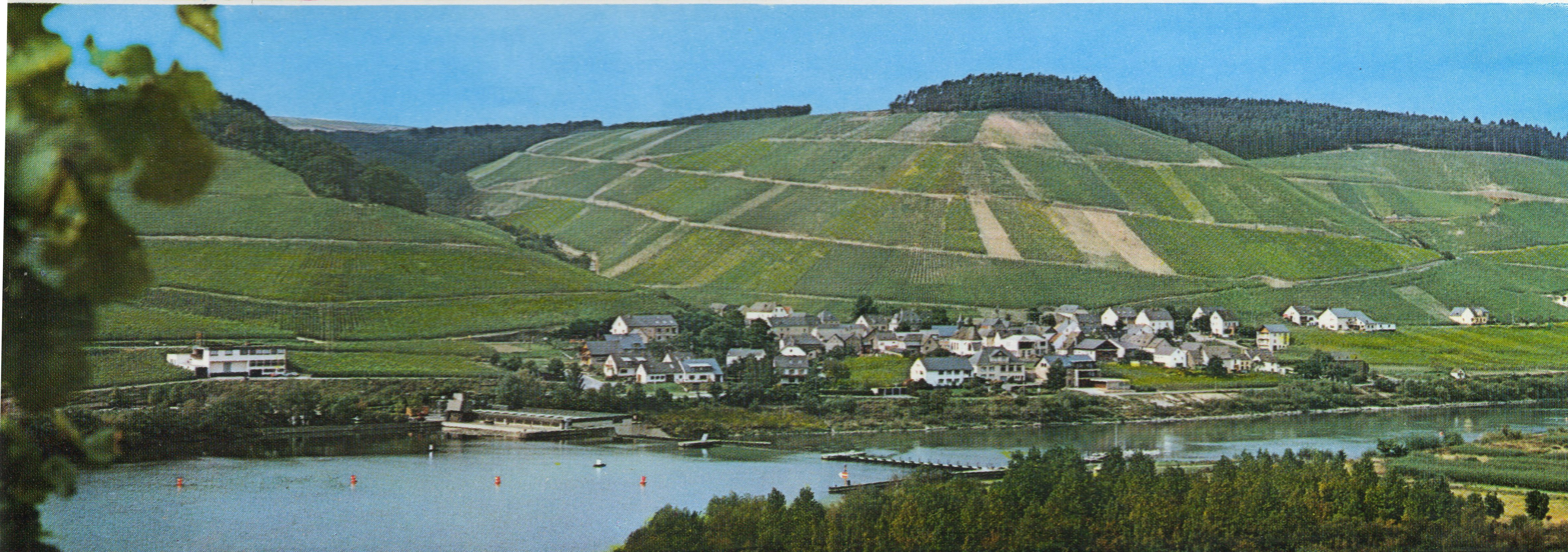
Schleich op een postkaart uit 1976

Schleich aan de Moezel is een plaats in de Duitse deelstaat Rijnland-Palts, en maakt deel uit van de Landkreis Trier-Saarburg. Schleich telt 246 inwoners.

## Bestuur
De plaats is een Ortsgemeinde en maakt deel uit van de Verbandsgemeinde Schweich an der Römischen Weinstraße.

## Etymologie en toerisme
De herkomst van de naam Schleich is afkomstig van het Germaanse woord voor berghelling. Het wijndorp is gelegen aan de oever van de Moezel. In juli gaat elk jaar een wijnfeest door onder het motto “Wie et frieja woar” (wie es früher war – zoals het vroeger was).

## Partnersteden[3]
- Portishead
- Murialdo
- Krokowa